# Santa Mônica (bairro de Uberlândia)
O Santa Mônica é um bairro da Zona Leste de Uberlândia, no Triângulo Mineiro, Região Sudeste do Brasil.
O bairro Santa Mônica tem pouco mais de 35 mil habitantes, segundo o censo do IBGE de 2010 e é formado pelos loteamentos Santa Mônica Setor A, B e C, além do Jardim Parque do Sabiá (parte), Eduardo Rende (parte), Jardim Finotti, Progresso, Santos Dumont e Fabio Felice.

## Principais locais do bairro Santa Mônica
- Universidade Federal de Uberlândia (Campus Santa Mônica).
- Centro Administrativo Virgílio Galassi.[4]
- Câmara Municipal.
- 17º BPM - Batalhão da Polícia Militar de Minas Gerais.[5]
- Parque do Sabiá (parte).
- Estádio Parque do Sabiá (parte).
- Arena Multiuso Tancredo Neves - Sabiazinho (parte).

## Comércio
- O bairro Santa Mônica conta com lojas, restaurantes, hotéis, postos de gasolina, drogarias, supermercados, sorveterias, agências bancárias, concessionárias de veículos, dentre outros, espalhados pelas principais avenidas, como a João Naves de Ávila, Segismundo Pereira e Belarmino Cotta Pacheco.

## Saúde
O bairro conta com várias unidades hospitalares, como: COT - Centro Oncológico do Triângulo, Hospital e Maternidade Madrecor, CAPS Leste, Centro de Referência em Saúde do Trabalhador, Centro de Conviver e Cultura.

## Principais vias do bairro Santa Mônica
- Avenida Segismundo Pereira - centro comercial da região.
- Avenida João Naves de Ávila
- Avenida Anselmo Alves dos Santos
- Avenida Lázara Alves Ferreira (bairro Jardim Finotti)
- Avenida Salomão Abrahão
- Avenida Francisco Ribeiro
- Avenida Belarmino Cotta Pacheco - centro comercial da região.
- Alameda Uberaba (bairro Jardim Finotti)
- Rua Maria das Dores Dias (Antiga 5)
- Rua Francisco Vicente Ferreira (bairro Progresso)
- Rua José Paes de Almeida (bairro Jardim Finotti)

## Delimitação do bairro Santa Mônica
- O Santa Mônica é o maior bairro de Uberlândia, localizado na Zona Leste da cidade, e tem como sua delimitação à Avenida João Naves de Ávila a sul e oeste, Avenida Anselmo Alves dos Santos a norte e a Rua João Balbino (Antiga 38) a leste, por onde e inicia o atual bairro Segismundo Pereira, que vai até as vias laterais da rodovia BR-050, também na Zona Leste da cidade.
- O bairro conta com um corredor BRT Estrutural Leste, na Avenida Segismundo Pereira, com 11 estações de ônibus. Esse corredor interliga o Corredor Sudeste, na João Naves, ao Terminal Novo Mundo, vizinho da Grande Santa Mônica, também na zona leste.[6]

## Linhas de ônibus
- A 105 - Santa Mônica / Terminal Central
- A 116 - Santa Mônica / Terminal Central
- T 610 - Terminal Central / Terminal Novo Mundo
- I 231 - Terminal Santa Luzia – Terminal Umuarama, passando pelo Santa Mônica
- I 232 - Terminal Santa Luzia – Terminal Umuarama (Tribunal de Justiça), passando pelo Santa Mônica

## Nomenclatura por antigas
- Antiga 13 - Rua Miguel Rocha dos Santos
- Antiga 12 - Rua Izaura Augusta Pereira
- Antiga 11 - Rua Maria Dirce Ribeiro
- Antiga 10 - Rua Cecílio Jorge
- Antiga 09 - Rua João Pereira da Silva
- Antiga 08 - Rua Professor Euller Lannes Bernardes
- Antiga 07 - Rua João Velasco de Andrade
- Antiga 06 - Rua Nelson de Oliveira
- Antiga 05 - Rua Maria das Dores Dias
- Antiga 04 - Rua Delmira Cândida Rodrigues da Cunha
- Antiga 03 - Rua Antônio Furtado da Silva
- Antiga 02 - Rua Hildebrando Oliva
- Antiga 01 - Rua Atílio Valentini
- Antiga 00 - Rua Professora Juvenília dos Santos
- Antiga 14 - Rua Normal Gonçalves de Melo
- Antiga 15 - Rua Péricles Vieira da Mota
- Antiga 16 - Rua José Miguel Saramago
- Antiga 17 - Rua Pedro José Samora
- Antiga 18 - Rua Alberto Alves Cabral
- Antiga 19 - Rua Antonio Salviano de Rezende
- Antiga 20 - Rua José Martins Pinto
- Antiga 21 - Rua Patrulheiro Osmar Tavares
- Antiga 22 - Rua Sebastiana Arantes Fonseca
- Antiga 23 - Rua José Lelis França
- Antiga 24 - Rua Antônio Rezende Chaves
- Antiga 25 - Rua José Carrijo
- Antiga 26 - Rua João Catanduva
- Antiga 27 - Rua Orozimbo Ribeiro
- Antiga 28 - Rua Antônio Marciano de Ávila
- Antiga 29 - Rua Manoel Serralha
- Antiga 30 - Rua Jornalista João de Oliveira
- Antiga 31 - Rua Sebastião Rangel
- Antiga 32 - Rua José Rodrigues Queiroz Filho
- Antiga 33 - Rua Licydio Paes
- Antiga 34 - Rua Armando Tucci
- Antiga 35 - Rua Francisco Antônio de Oliveira
- Antiga 36 - Rua Manoel Ascenço Batista
- Antiga 37 - Rua Professora Maria Alves Castilho
- Antiga 38 - Rua João Balbino
- Antiga 39 - Rua Arlindo Gomes Rodrigues
- Antiga 40 - Rua João Limírio dos Anjos
- Antiga 41 - Rua Lurdes de Carvalho

## Galeria de fotos

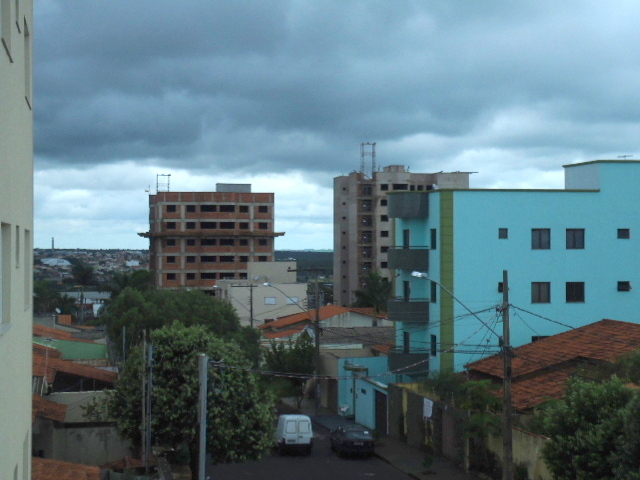
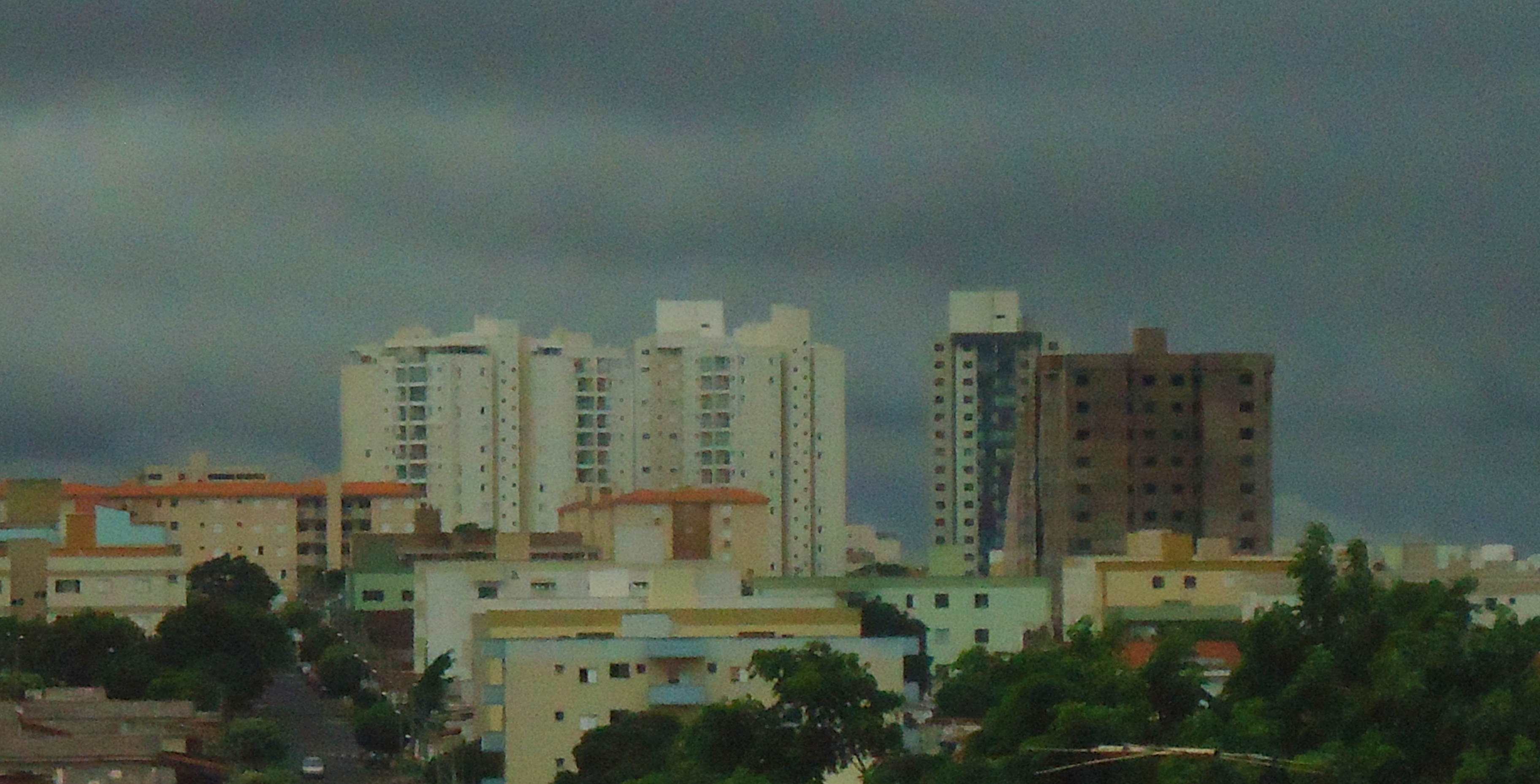
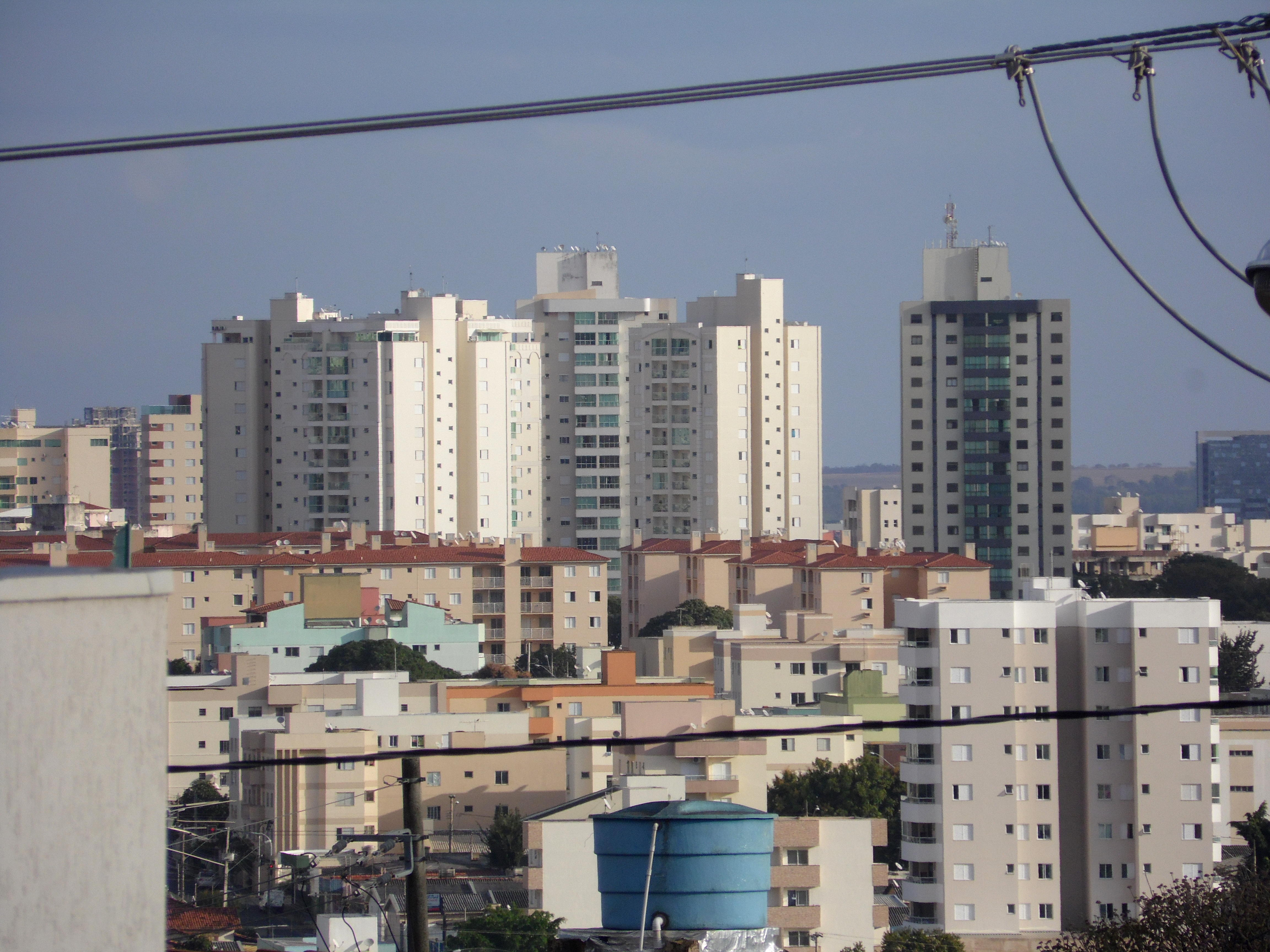
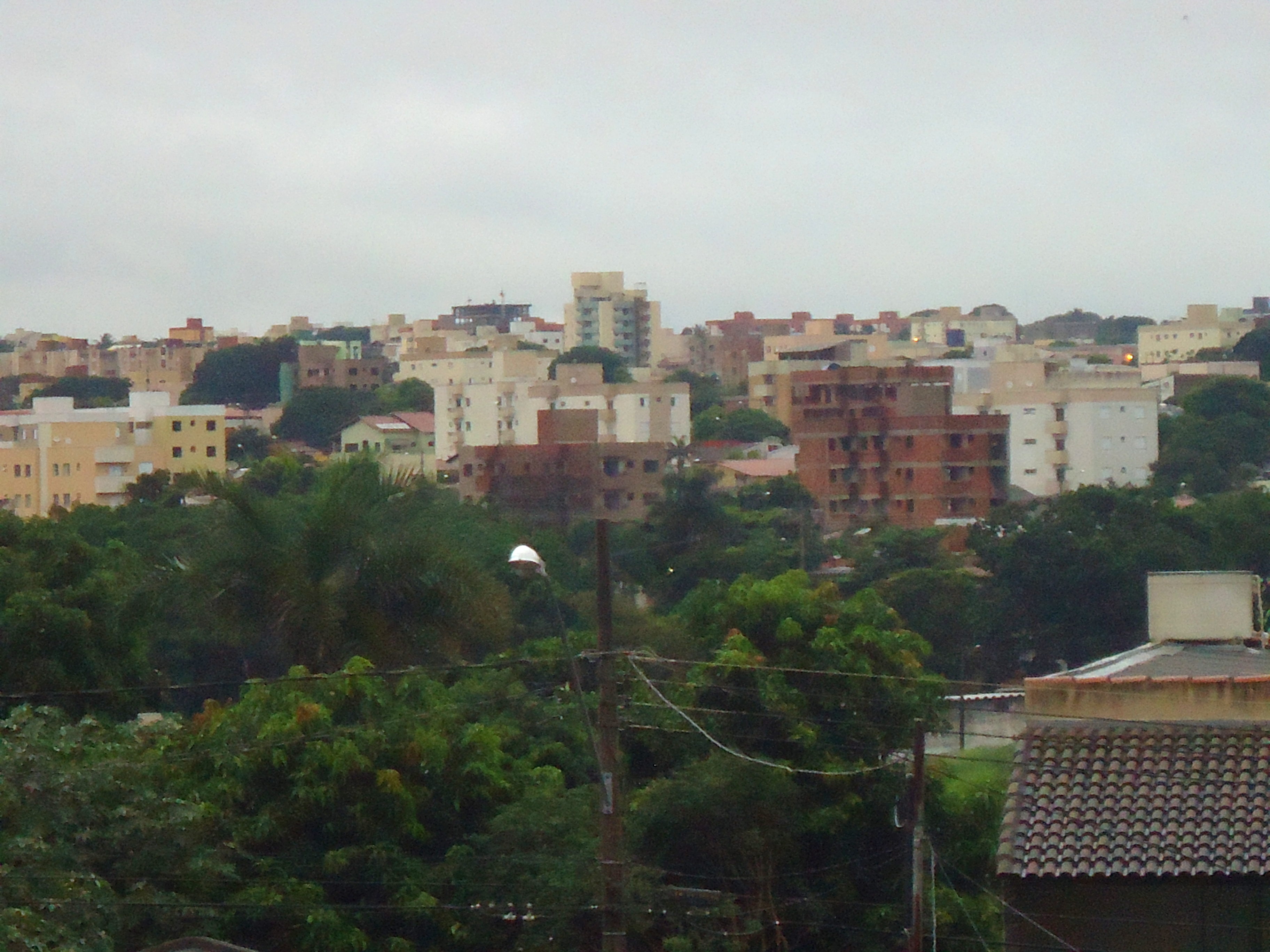
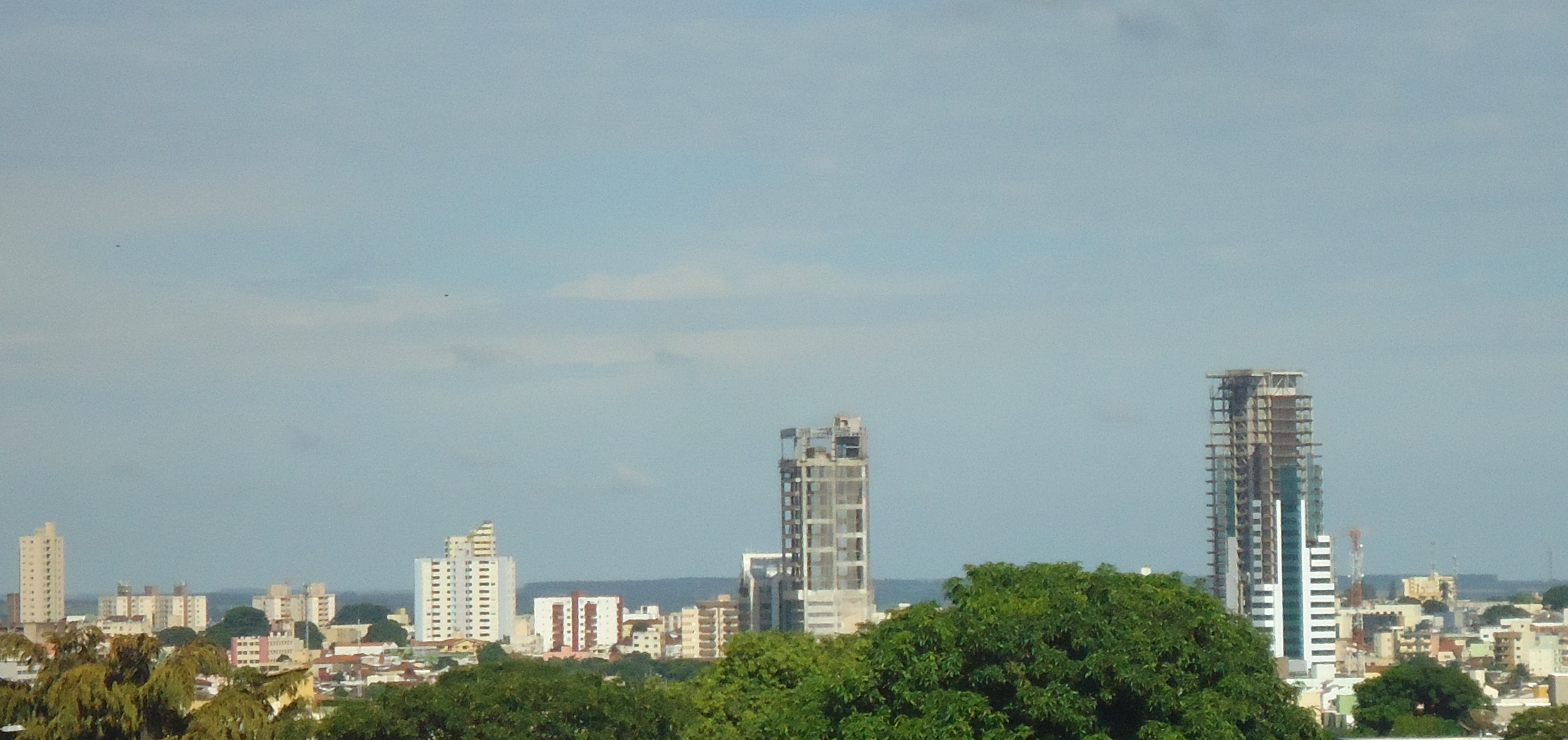
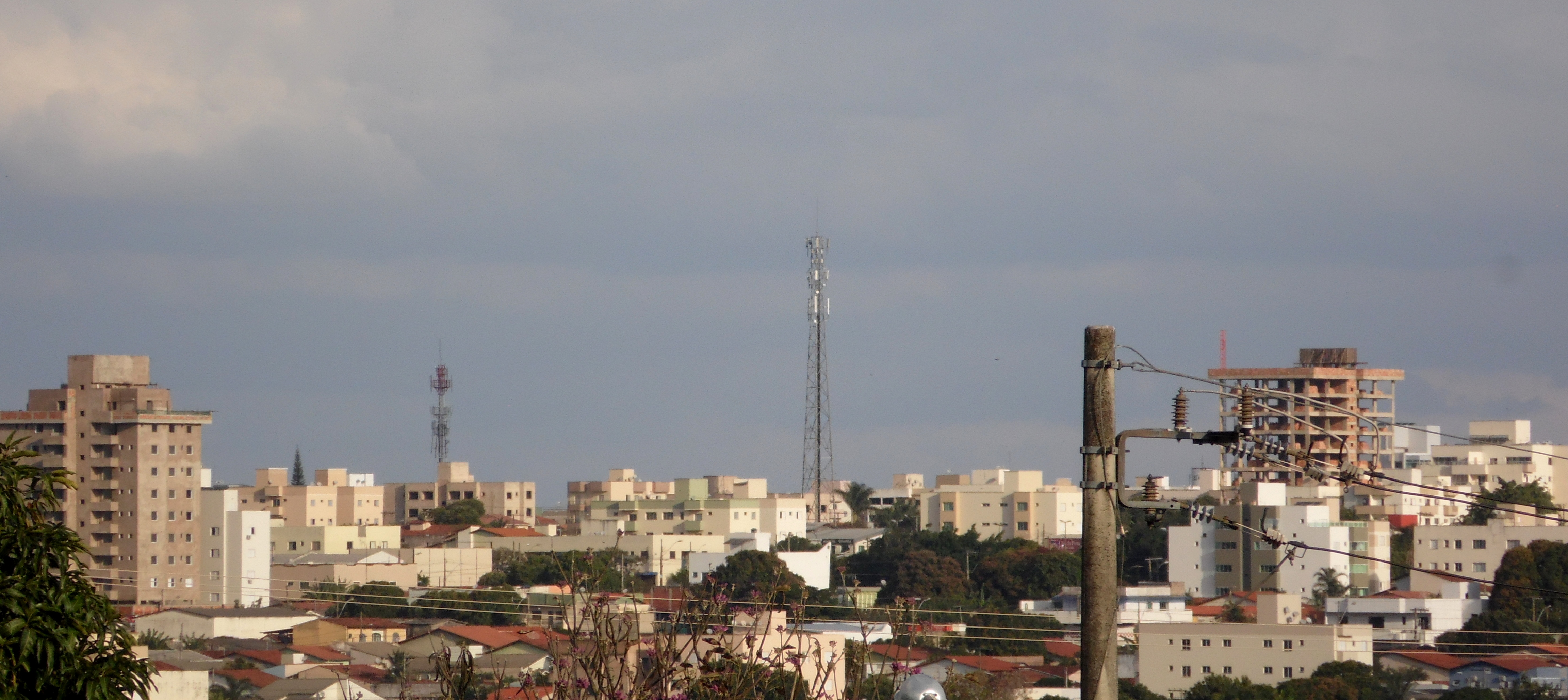
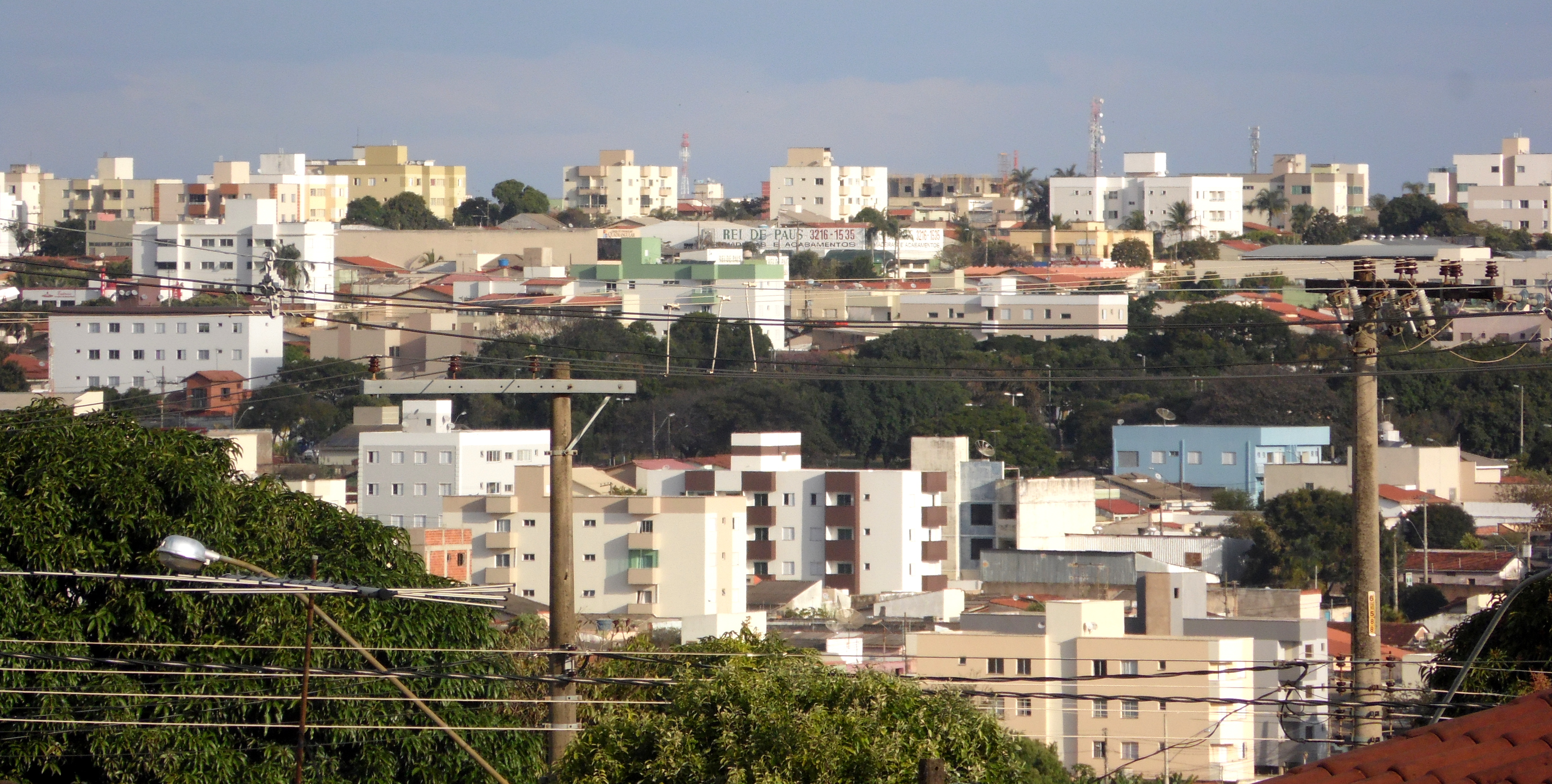